# Preganziol
Preganziol é uma comuna italiana da região do Vêneto, província de Treviso, com cerca de 14.639 habitantes. Estende-se por uma área de 22 km², tendo uma densidade populacional de 665 hab/km². Faz fronteira com Casale sul Sile, Casier, Mogliano Veneto, Treviso, Zero Branco.

## Demografia
| Variação demográfica do município entre 1861 e 2011                               |
|                                                                                   |
| Fonte: Istituto Nazionale di Statistica (ISTAT) - Elaboração gráfica da Wikipedia |